# Othonoi
Othonoi (Grieks: Οθωνοί) is een eiland en deelgemeente (dimotiki enotita) van de gemeente (dimos) Corfu, in de Griekse bestuurlijke regio (periferia) Ionische Eilanden. De deelgemeente telt 663 inwoners.
Othoni ligt ten noordwesten van het eiland Corfu en is het meest westelijke eiland van Griekenland.

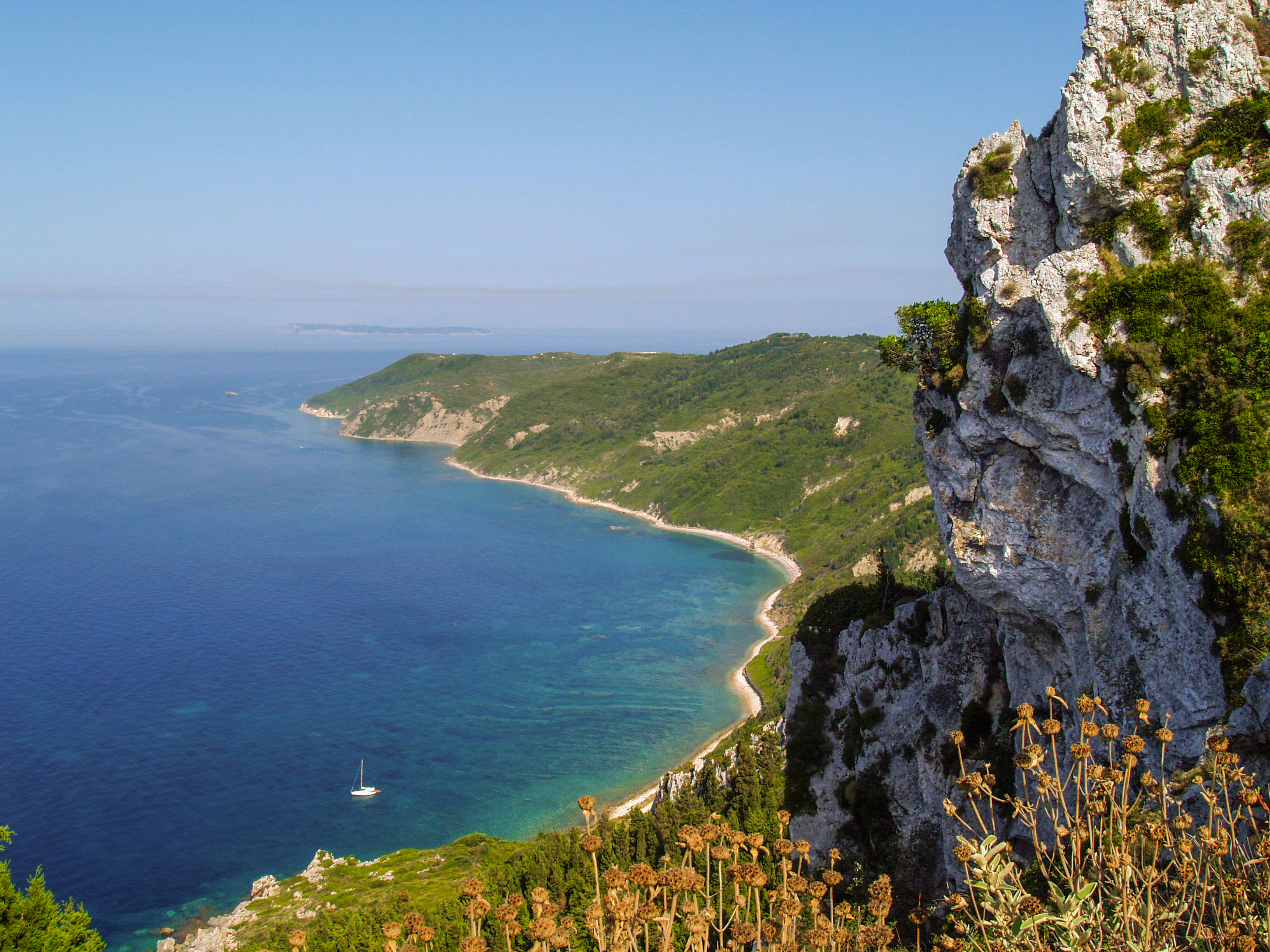
Kustlijn
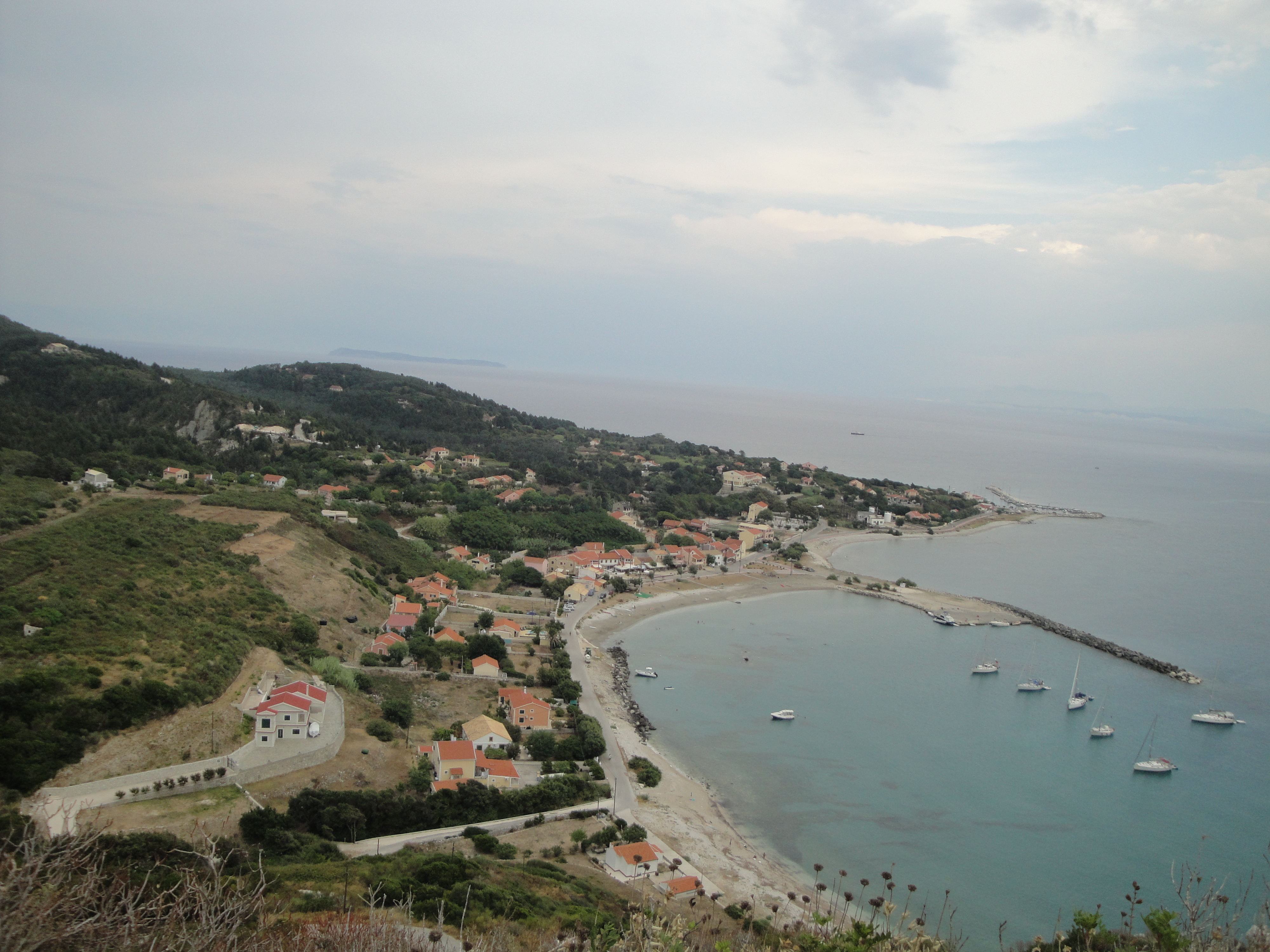
Haven
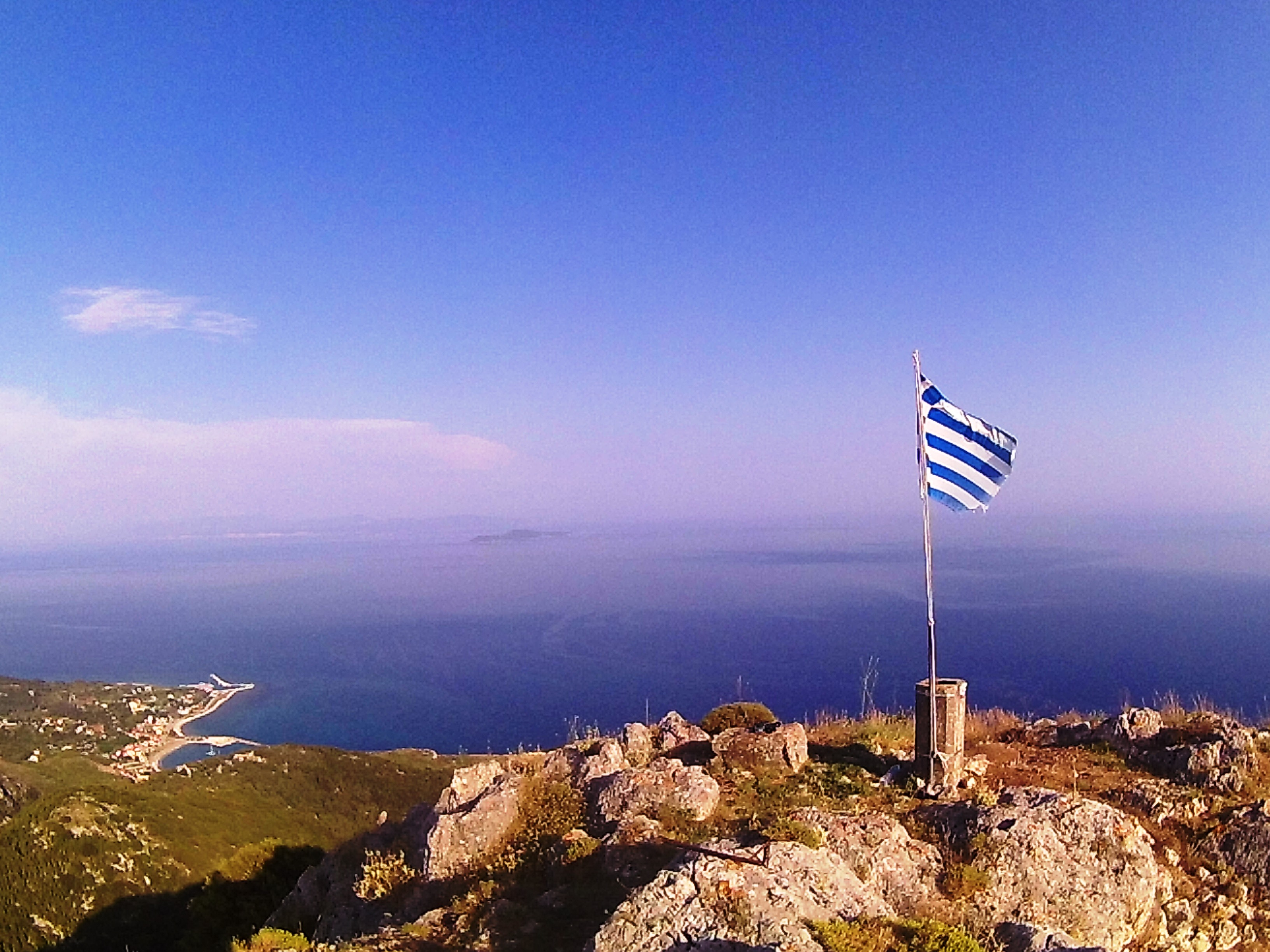
Berg Imerovigli
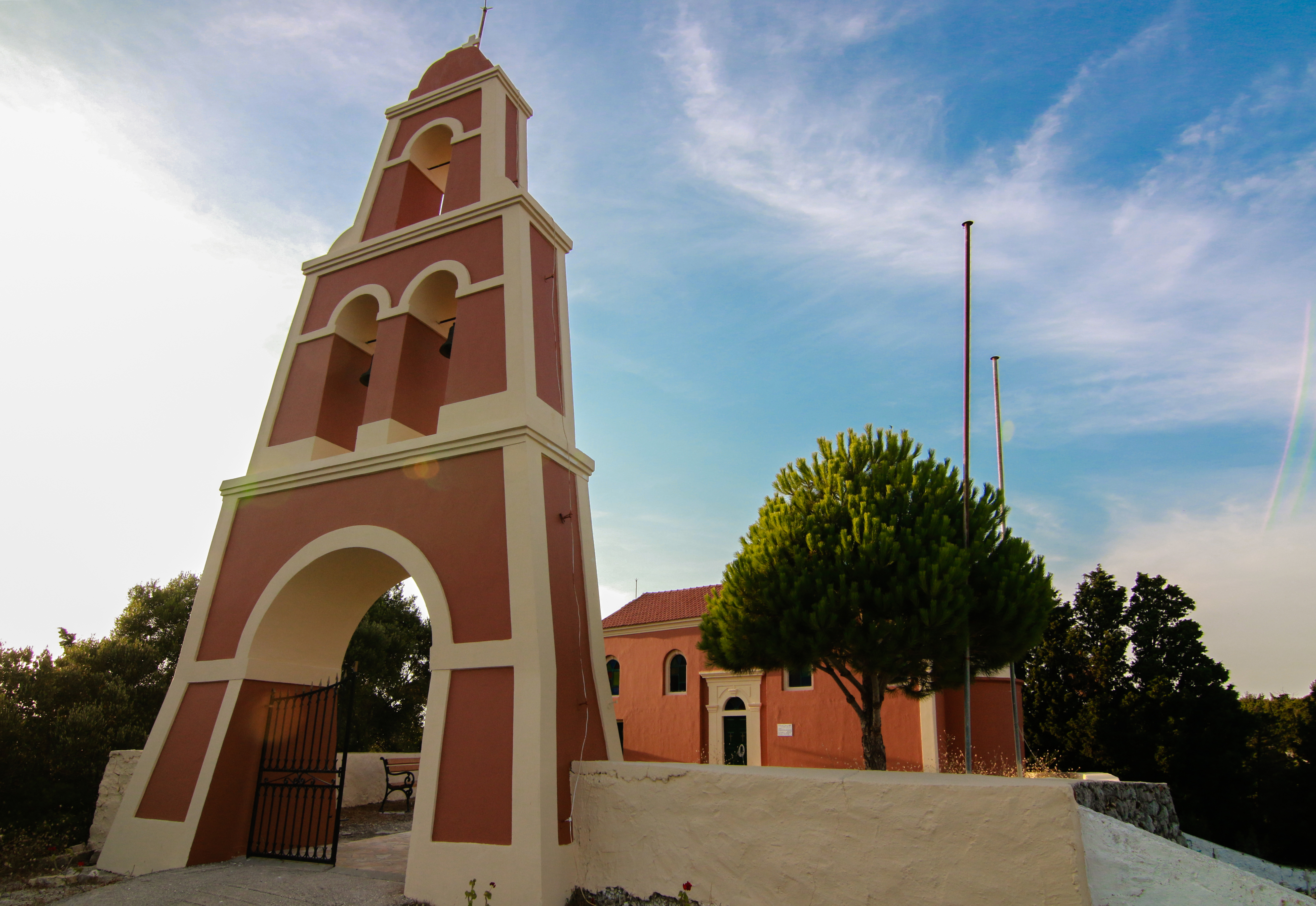
Kerk in Dafni